# Argostemma brevicaule
Argostemma brevicaule är en måreväxtart som beskrevs av Theodoric Valeton. Argostemma brevicaule ingår i släktet Argostemma och familjen måreväxter. Inga underarter finns listade i Catalogue of Life.